# Herrenhaus Von-Witzleben-Allee 1a
Das Herrenhaus Von-Witzleben-Allee 1a und ehemalige Abtshaus in Hude stammt in Teilen aus dem 14. Jahrhundert und im Wesentlichen von um 1800.
Er wird heute als Wohnhaus genutzt.
Das Gebäude steht unter Denkmalschutz (siehe auch Liste der Baudenkmale in Hude (Oldenburg)).

## Geschichte
Das Kloster Hude war von 1232 bis 1536 (nach der Reformation) in Hude eine ehemalige Zisterzienserabtei, das als Ruine erhalten ist. Der 1536 nun evangelische Abt heiratete und zog aus.

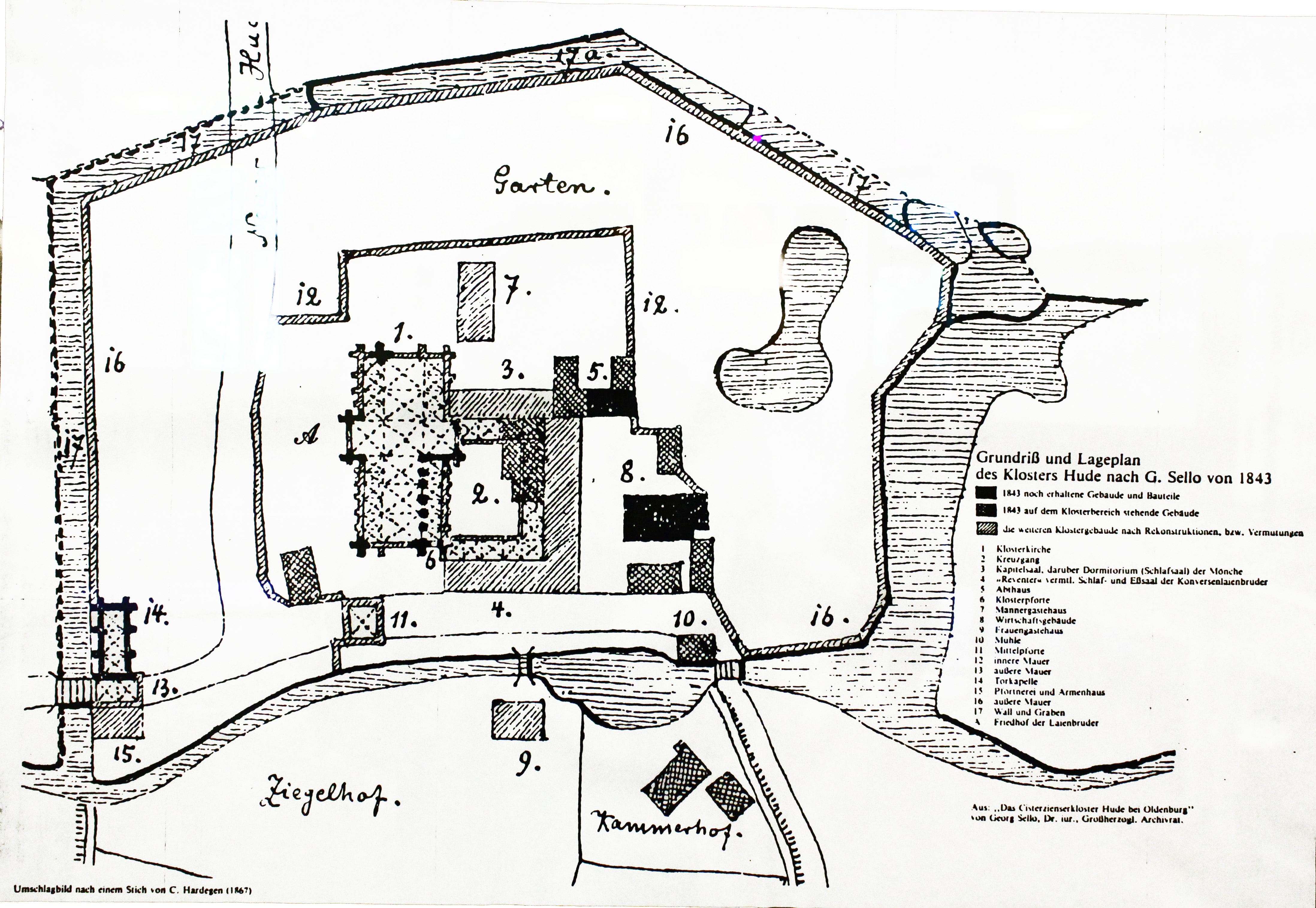
Nr. 5: ehem. Abtshaus (1843)

Das zweigeschossige sechsachsige traufständige verputzte Gebäude auf dem Klosterareal mit Krüppelwalmdach, mittlerem Eingang und zwei seitlichen Anbauten stammt im Kern von 1331 (dendrochronologische Datierung), aus dem ehemaligen Abtshaus des Klosters.
Kurt Veit von Witzleben zog um 1676 in das Huder Jagdschloss (nach 1536). Er verhinderte den weiteren Abriss des Huder Zisterzienserklosters und wurde um 1701 Herr auf Hude und Elmeloh.
Um 1800 wurde das Gebäude umgebaut und erweitert zum Herrenhaus der Familie von Witzleben.
Der umgebende denkmalgeschützte Gutspark von Witzleben als englischer Landschaftspark wird im Norden von der Kirchstraße, im Osten von der Bahnlinie, im Südosten durch die Vielstedter Straße begrenzt und im Westen geht er etwas über die Berne hinaus sowie im Süden in das offene Gelände.
Nördlich steht die Klosterruine, daneben das Museum Kloster Hude, südlich die Klosterschänke und die Galerie Hude.

## Witzleben
Witzleben ist ein thüringischer Uradel, der über viele Besitzungen verfügte, u. a. in Brandenburg, Sachsen, Thüringen und Westpreußen sowie im Herzogtum Oldenburg. Viele von ihnen dienten als hohe preußische und dänische Offiziere.
In der Liebensteiner oder Oldenburger Linie war Kurt Veit von Witzleben (1645–1719), Jägermeister und Oberförster (1676–1713) in der Grafschaft Oldenburg und Droste der Grafschaft Delmenhorst, Christoph Ernst von Witzleben (1751–1813) oldenburgischer Hofjägermeister, Sohn Ernst von Witzleben (1810–1874) Herr auf Hude und Elmeloh und Sohn Eduard von Witzleben (1850–1920) preußischer Generalmajor. 1951/52 wechselte das Gut Hude von der Liebensteiner Linie in die Wendelsteiner Linie der Familie.